# Molophilus phyllis
Molophilus phyllis är en tvåvingeart som beskrevs av Alexander 1930. Molophilus phyllis ingår i släktet Molophilus och familjen småharkrankar. Inga underarter finns listade i Catalogue of Life.